# Рарака

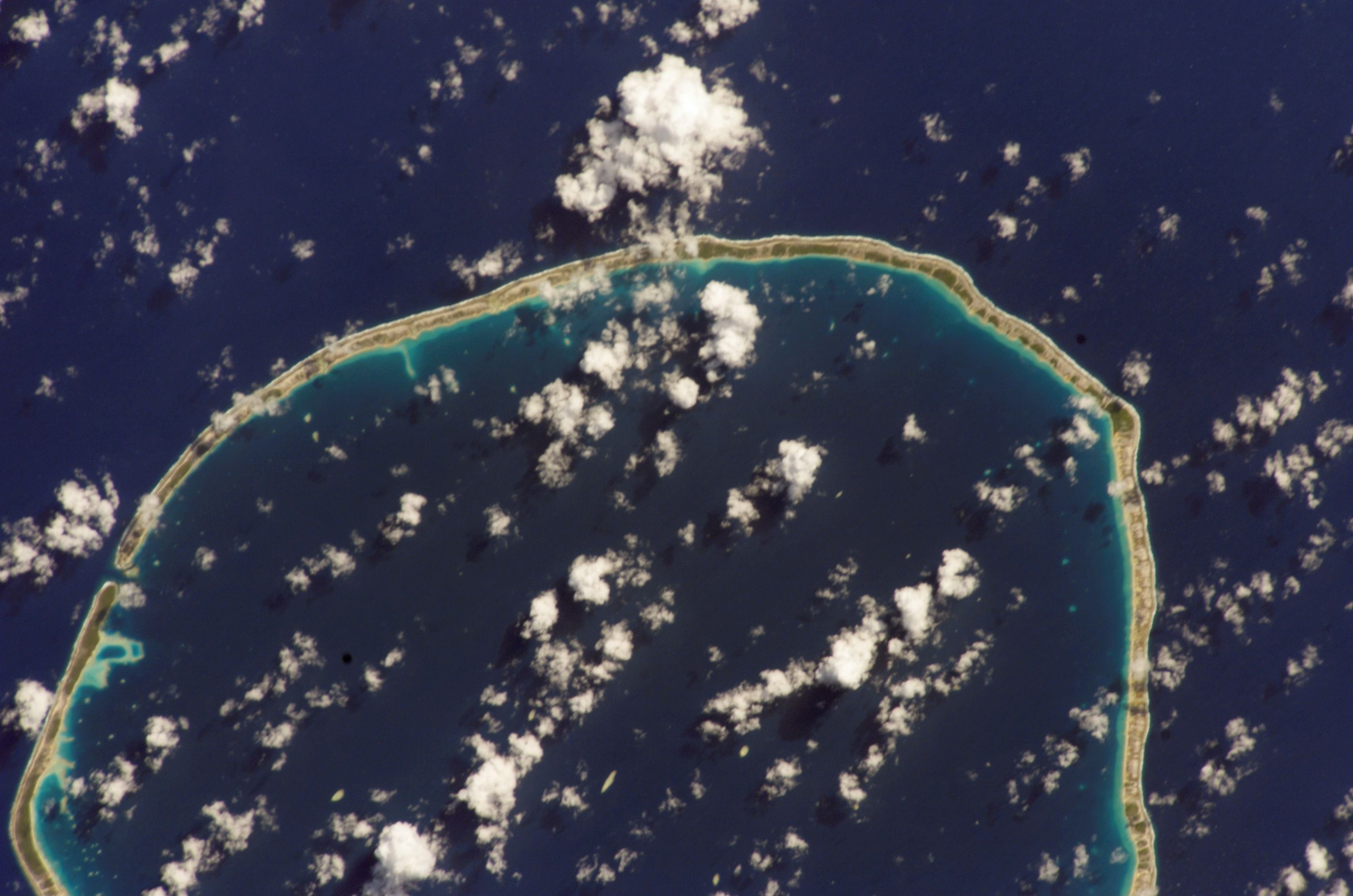
Космический снимок атолла.

Рарака (фр. Raraka) — атолл в архипелаге Туамоту (Французская Полинезия). Расположен в 40 км к востоку от атолла Факарава.

## География
Атолл представляет узкое кольцо суши, отмели площадь 7,2 км², которое окружает центральную лагуну.

## Административное деление
Административно входит в состав коммуны Факарава.

## Население
В 2007 году численность постоянного населения Рарака нет. Главное поселение острова было — деревня Мотутапу. На Рарака полностью отсутствует инфраструктура.